# Большое (озеро, Татарстан)
Большое — озеро в Кайбицком районе Татарстана.

## География
Озеро Большое — бессточный водоём карстового происхождения. Расположено севернее деревни Каргала Кайбицкого района Татарстана. Водоём имеет овальное форму. Длина озера 170 м, максимальная ширина 150 м. Площадь зеркала 1,8 гектара. Средняя глубина достигает 4 м, максимальная глубина 7 м.

## Гидрология
Объём озера 60 тыс. м³. Питание подземное, устойчивое. Вода зелёного цвета, без запаха, жёсткостью менее 2 ммоль/л, минерализацией 325 мг/л, прозрачность 90 см. Химический тип воды гидрокарбонатно-кальциевый.

## Хозяйственное использование
- Водоём используется для хозяйственно-бытовых нужд.
- Постановлением Совета Министров Татарской АССР от 10 января 1978 г. № 25 и постановлением Кабинета Министров Республики Татарстан от 29 декабря 2005 г. № 644 признана памятником природы регионального значения